# Robert Frederick Smith
Robert Frederick Smith (n. 1 decembrie 1962, Colorado, SUA) este un om de afaceri și filantrop miliardar american.
Este fondatorul, președintele și CEO-ul firmei de capital privat Vista Equity Partners. A absolvit Universitatea Cornell cu o diplomă de inginerie chimică și Columbia Business School⁠(d) cu un MBA⁠(d), înainte de a lucra ca bancher de investiții la Goldman Sachs. În 2019, în timp ce susținea discursul de începere la Morehouse College, Smith s-a angajat să plătească întreaga datorie de împrumut pentru studenți de 34 de milioane de dolari a tuturor membrilor clasei de absolvenți din 2019.